# 침묵의 암살자
《침묵의 암살자》(영어: Man with a Gun)는 캐나다에서 제작된 데이비드 와일스 감독의 1995년 범죄 스릴러 영화이다. 마이클 매드슨, 제니퍼 틸리, 게리 뷰시, 로버트 로자 등이 출연하였고, 로버트 K. 매클레인 등이 제작에 참여하였다.

## 출연
- 마이클 매드슨
- 제니퍼 틸리
- 게리 뷰시
- 로버트 로자
- 이언 트레이시
- 빌 코브스
- 빌 다우
- 미나 E. 미나

## 기타 제작진
- 라인 제작: 오그던 거반스키
- 배역: 실라 재피, 조지앤 워컨
- 미술: 마이클 조이
- 의상: 린 켈리